# Крымский поход на Русь (1591)
Крымский поход на Русь 1591 года — крупный поход крымско-ногайской армии во главе с Газы II Гераем на русские земли, предпринятый в 1591 году. В результате крымское войско потерпело поражение в битве под стенами Москвы и обратилось в бегство, понеся значительные потери. Этот поход был последним, в котором войска Крымского ханства сумели подойти к Москве.

## Вторжение
Летом 1591 года огромная крымско-татарская орда под предводительством хана Газы Герая выступила в поход на Русское царство. Первыми татарские полчища обнаружили станичные головы под Ливнами. Тульский и дедиловский воеводы сообщили в Москву о появлении вблизи границы орды. Русское правительство приняло все меры для отражения вражеского нашествия. Все «украинные» воеводы получили приказ немедленно собраться с полками в Серпухове, а оттуда выступить к Москве, оставив на «берегу» небольшой отряд С. Колтовского для разведки. 3 июля С. Колтовский со своим отрядом прибыл в Москву, где сообщил, что крымский хан с огромной ордой движется прямо на Москву, не распуская отрядов для захвата пленников. 2 июля крымская конница переправилась через реку Оку между Каширой и Серпуховом и двинулась по московской дороге на столицу. Крымский хан Газы-Герай, узнавший о быстром отступлении русских войск к Москве и опасавшийся неожиданного удара, не стал распылять свои силы перед решающим сражением.

## В преддверии битвы
Русское командование решило дать генеральное сражение под стенами Москвы. Во главе большой русской рати, собранной под столицей, находились воеводы: боярин князь Фёдор Иванович Мстиславский и конюший боярин Борис Фёдорович Годунов. Главные воеводы пытались задержать наступление крымских войск и отправили на реку Пахру сборный отряд под начальством князя Владимира Ивановича Бахтеярова-Ростовского. Небольшой русский отряд наголову был разбит превосходящими силами крымского хана, сам князь Владимир Бахтеяров был ранен в бою. За это время русское командование смогло собрать под Москвой большой «обоз» — полевое укрепление, похожее на «гуляй-город».

## Ход битвы
Утром 4 июля 1591 года крымский хан Газы II Герай с ордой подошел к столице. Сам хан с главными силами расположился в селе Котлы, откуда послал свои передовые отряды в бой. Крымцы напали на русские полки, стоявшие в «обозе», но ничего не смогли добиться. Татарскую конницу рассеивали ружейно-пушечным огнём, после чего дворянская конница наносила контрудары по расстроенным вражеским рядам. Уступая давлению вражеских сил, русская конница отступила под защиту полевого укрепления, подставляя врага под обстрел. Бой прекратился с закатом солнца. Ночью русские воеводы из «обоза» отправили 3-тысячный конный отряд Василия Янова в атаку на ханский лагерь в селе Коломенском. Встревоженный русским нападением и пушечной стрельбой, крымский хан 6 июля начал спешное отступление от русской столицы. Газы II Герай с ордой отступил от Москвы на Серпухов, под которым переправился через реку Оку и продолжил своё отступление. Крымцы бежали, бросив большую часть обоза. Русские конные отряды бросились преследовать отступающего противника, настигли его у Серпухова на Оке и гнали до Тулы, истребляя и взяв в плен сотни крымцев. Отдельные татарские «загоны», отделившиеся от главных сил, были разгромлены в окрестностях Тулы, Михайлова и Пронска. Русские конные отряды были посланы в погоню за отступающей и деморализованной крымской ордой. В последних боях с русскими в «Поле» был ранен сам хан Газы II Герай, кроме того были ранены царевичи Сафа Герай и Бахти Герай, племянники хана. Вскоре после похода Сафа Герай скончался. Хан, однако, сумел сохранить и привести треть своей армии в Крым. Ночью 2 августа Газы II Герай прибыл в Бахчисарай.

## Последствия битвы

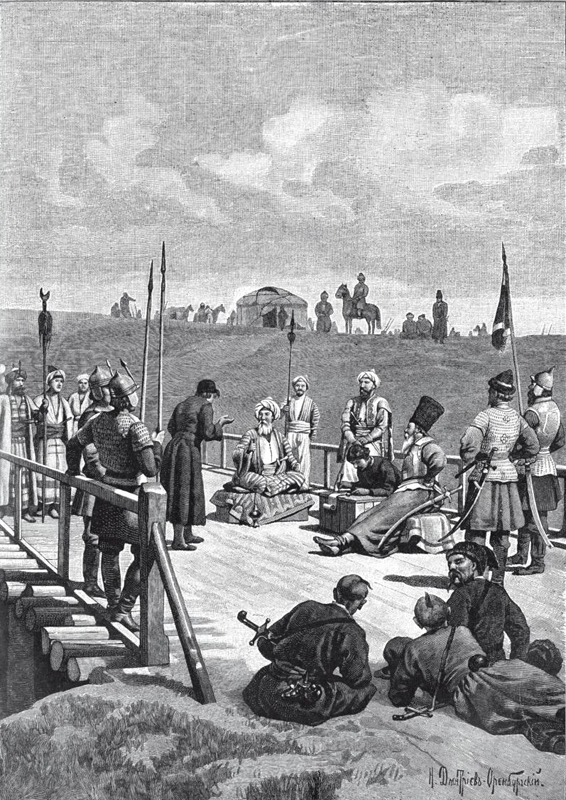
Переговоры о мире ханского посла и князя Хворостинина на мосту реки Сосны в 1593 г. С рисунка Николая Дмитриева-Оренбургского

После поражения под Москвой крымский хан Газы II Герай писал русскому царю Фёдору Иоанновичу о возобновлении дружбы и сообщал даже о своём намерении провозгласить полную независимость от Османского государства, а также перенести своё государство на берега Днепра, откуда будет служить Русскому государству заслоном от осман, а также ходить войной на Речь Посполитую, если царь пришлёт ему казны. Эти слова были призваны усыпить бдительность русской стороны. Тем временем, пользуясь отсутствием русских войск, задействованных под Выборгом в войне со шведами, крымское войско во главе с калгой Фети-Гиреем и нуреддином Бахти-Гиреем в 1592 году внезапно напало на тульские, каширские и рязанские украины, уйдя с многочисленным полоном и добычей. После этого тон крымского хана вновь стал надменным. Он потребовал возобновления выплаты поминок. Однако необходимость помогать туркам в очередной австро-турецкой войне сделала хана вновь более сговорчивым. Газы II Герай с разрешения султана летом 1594 года заключил мирный договор с Русским государством.

## Память
В ознаменование победы по приказу царя Фёдора Иоанновича в 1591 году на месте расположения русского гуляй-города был основан Донской монастырь.